# Hans Zeidler (Botaniker)
Hans Zeidler (* 4. April 1915 in Würzburg; † 6. August 2003 in Würzburg) war ein deutscher Geobotaniker.

## Leben
Nach seiner Ausbildung als wissenschaftlicher Assistent am Botanischen Institut (Klinikstraße 1) in Würzburg unter Hans Burgeff, der Promotion zum Dr. rer. nat. und der Habilitation (1949) nahm er bis 1963 eine Lehrtätigkeit an der Universität Würzburg wahr (seit 1955 außerplanmäßiger Professor). Von 1963 bis 1966 arbeitete er als beamteter außerplanmäßiger Professor an der TH Braunschweig und seit 1966 als Professor für Vegetationskunde an der TH Hannover als Ordinarius der Fakultät für Gartenbau und Landeskultur (ab 1980 Fachbereich Biologie).

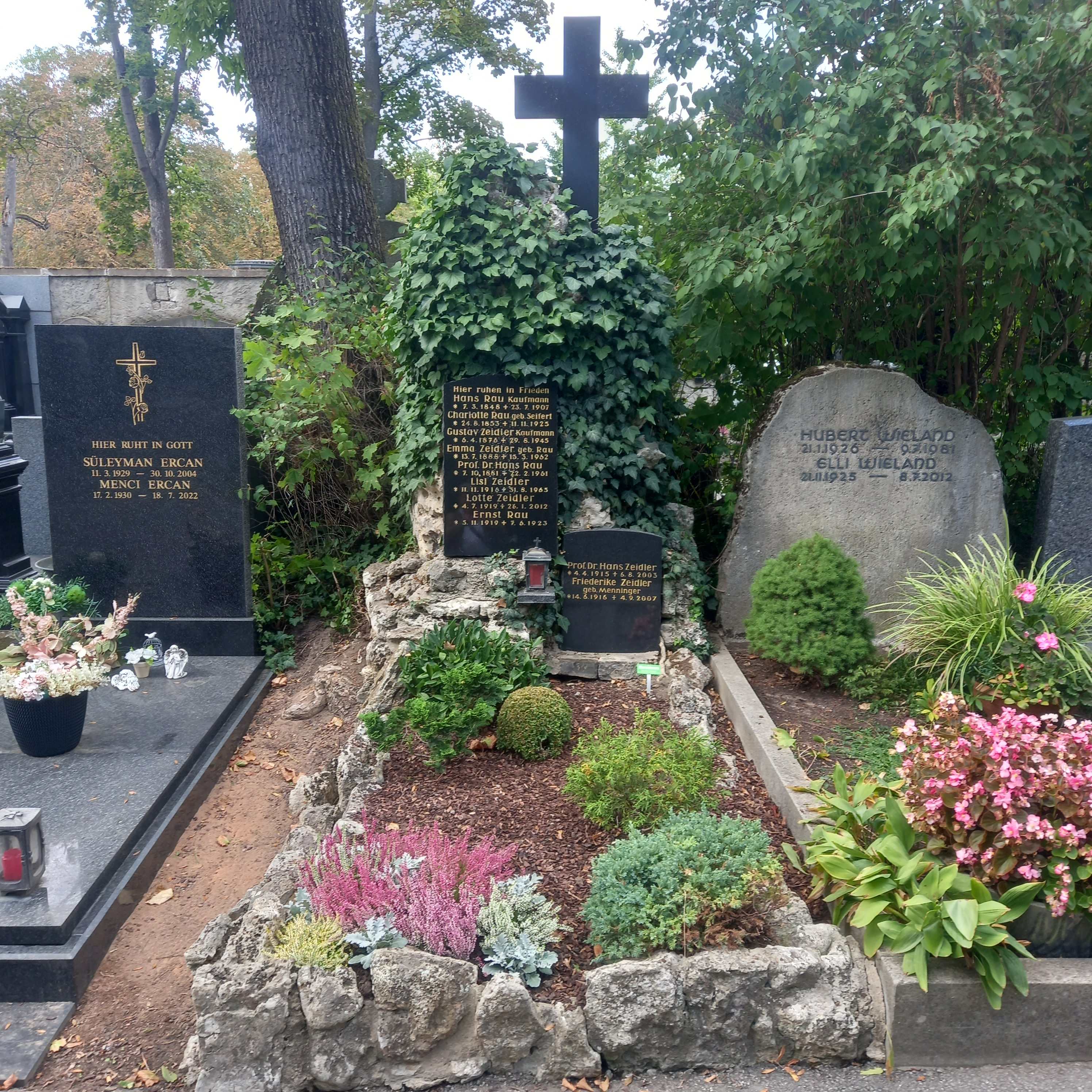
Das Grab von Hans Zeidler und seiner Ehefrau Friederike geborene Menninger auf dem Hauptfriedhof Würzburg

Zeidler war evangelisch, verheiratet, lebte in Hannover und hatte vier Kinder.